# Hibbertia devitata
Hibbertia devitata är en tvåhjärtbladig växtart som beskrevs av Toelken. Hibbertia devitata ingår i släktet Hibbertia och familjen Dilleniaceae. Inga underarter finns listade i Catalogue of Life.